# دریاچه شورمست
دریاچه شورمست، تنها دریاچه طبیعی شهرستان سوادکوه که وسعت آن ۱۵ هزار متر مربع و عمق آن ۵ متر است. این دریاچه در ۵٫۵ کیلومتری شهر پل سفید واقع شده‌است.
دریاچهٔ طبیعی شهرستان سوادکوه، در ۶ کیلومتری غرب شهر پل سفید و در ارتفاعات مشرف به این شهر در مجاورت روستای شورمست واقع شده‌است. منظره این دریاچه با جنگل اطراف آن که از درختان کهنسال و بلند قامت توسکا پوشیده شده، آن را به یکی از زیباترین اماکن موجود در شهرستان سوادکوه تبدیل ساخته‌است. در حال حاضر همواره مسافران، طبیعت گردان و ماهیگیران زیادی از این دریاچه بهره‌برداری می‌کنند. با به سازی راه دسترسی، احداث امکانات تفریحی مانند قایق، پدالو، اسکی روی آب و اقامتگاه ساده و رستوران و آلاچیق های چوبی، به‌همراه سرویس بهداشتی، می‌توان به جذب توریست در شهرستان سوادکوه کمک شایانی نمود.

## موقعیت جغرافیایی
با توجه به موقعیت قرارگیری این دریاچه که در واقع دروازه ورود به استان مازندران از محور سوادکوه است و فاصله تقریبی ۲۰۰ کیلومتری از تهران که مسافت نسبتاً کوتاهی می‌باشد انتظار می‌رود مورد استقبال زیادی واقع گردد. دریاچه مورد نظر در فاصله ۵ کیلومتری از شهرک صنعتی شورمست پل سفید قرار دارد و به دلیل قرار گرفتن در شاهراه تهران شمال و وجود دو محور جاده آسفالته و راه‌آهن از موقعیت بسیار مناسبی برخوردار است. با توجه به توسعه جاده‌ای چهاربانده کردن این محور از تهران به سوادکوه و قائمشهر روز به روز بر میزان استقبال از این دریاچه افزوده می‌شود. روستا و دریاچه شورمست در ناحیه جنوبی استان مازندران و در جنوب غربی شهرستان سوادکوه، شهر پل سفید قرار دارد.

## بررسی موقعیت از نظر گردشگری
در اطراف و اکناف این دریاچه، تأسیسات عظیم استخراج زغال‌سنگ، پل ورسک، امامزاده عبدالحق زیرآب، برج تاریخی لاجیم، قلعه کنگلو، امامزاده شابالوفلورد، امامزاده سامولا ارفع‌ده، کوه‌های صخره‌ای خروا و نروا و بسیاری از مکانها و چشم‌اندازهای زیبای طبیعی کنارهم گرد آمده‌اند تا بتوانند تمامی خواسته‌های علاقه‌مندان و بازدید کنندگان را برآورده سازند و ساعتها و روزها علاقه‌مندان به طبیعت، هنر، تاریخ، صنعت، ورزش و غیره… را به بهترین نحو پر نماید.

## امکانات دریاچه شورمست
اتاق‌های کوچک در کنار دریاچه
زدن چادر و اقامت در کنار دریاچه
وجود دکه فروش تنقلات و خواربار
سرویس بهداشتی
نیروی انتظامی
محل وسیع برای پارک خودرو
جانوران آبزی در دریاچه شورمست
تجربه قایق‌سواری
محل مناسب برای دوچرخه سواری
ماهیگیری در این دریاچه آزاد است، اما شنا کردن در آن ممنوع است